# Маршал Бел
Арчибалд Маршал Бел (енгл. Archibald Marshall Bell; Талса, 28. септембар 1942), амерички је позоришни, филмски и ТВ глумац.
Прославио се улогама у филмовима Страва у Улици брестова 2: Фредијева освета (1985), Остани уз мене (1986), ‎Близанци (1988), Тотални опозив (1990), Шта све можеш у Денверу кад си мртав (1995), Свемирски војници (1997), Вирус (1999), Како сам заволео Сару (2002) и Капоти (2005), поред многих.